# Stallarholmens församling
Stallarholmens församling är en församling i Domprosteriet i Strängnäs stift. Församlingen ligger i Strängnäs kommun i Södermanlands län. Församlingen utgör ett eget pastorat.

## Administrativ historik
Församlingen bildades 2002 genom sammanslagning av Toresunds, Ytterselö samt Överselö församlingar.

## Kyrkor
- Toresunds kyrka
- Överselö kyrka
- Ytterselö kyrka